# École nationale supérieure d'arts et métiers
École nationale supérieure d'arts et métiers (ENSAM, Arts et Métiers ParisTech), một viện nghiên cứu và kỹ thuật giáo dục đại học của Pháp. Là một trường lớn đi đầu trong lĩnh vực cơ khí và công nghiệp hóa. Được thành lập vào năm 1780, trường là một trong những học viện lâu đời nhất của Pháp và là một trong những trường kỹ sư danh tiếng nhất ở Pháp. Nó tiếp tục nằm trong số mười trường kỹ thuật hàng đầu của Pháp và nằm trong bảng xếp hạng năm 2018 của Pháp về lĩnh vực kỹ thuật cơ khí ở Thượng Hải.

## Sinh viên tốt nghiệp nổi tiếng
- Pierre Bézier, một nhà kĩ sư Pháp